# SC Colonia 06
Der SC Colonia 06 ist ein Kölner Amateursportverein und zugleich der älteste aktive Boxverein Deutschlands.

## Geschichte
Der SC Colonia 06 wurde am 6. August 1906 von einigen sportbegeisterten jungen Männern gegründet. Der jüngste unter ihnen war Josef Bruckmann, der später bis zu seinem Tod im Jahre 1948 Erster Vorsitzender und Präsident war. Der Verein widmete sich zunächst dem Radsport und der Leichtathletik. Der in Köln lebende Engländer Jack Slim erweckte die Begeisterung der Vereinsmitglieder für den Boxsport, der jedoch zunächst noch offiziell in ganz Deutschland bis 1918 verboten war. Ungeachtet dieses Verbotes wurden zwei Vereinsmitglieder 1912 deutsche Meister, und der Boxsport wurde die Hauptsportart des Vereines.
1921 wurde der Colonia-Boxer Hein Domgörgen deutscher Amateurmeister im Mittelgewicht. Seine Popularität half dem Boxsport und dem Verein zu besonderer Anerkennung, und man sprach von der „Kölner Schule“. 1924 gehörte Max Schmeling kurzzeitig dem Verein an, da er zu dieser Zeit in Köln lebte und arbeitete. In diesen Jahren war die Vereinsstaffel des SC Colonia 06 die erfolgreichste Deutschlands. An einem Training nahmen damals bis zu 80 Boxer teil. 1927 kamen drei Boxer des Vereins – Franz Dübbers, Jakob Domgörgen und Hein Müller (das „Dreigestirn“) – von den Box-Europameisterschaften in Berlin mit drei Titeln nach Köln zurück, 1930 folgte Jupp Besselmann. 1931 wurde Jakob Domgörgens Bruder Hein, auch er im SC Colonia 06 als Boxer groß geworden, Europameister der Profis. Die Zeit bis 1931 war die erfolgreichste Zeit des Vereins bis heute.
Nach Ende des Zweiten Weltkriegs fand das Training zunächst in einer zerstörten Schule statt, Sportgeräte und Handschuhe wurden selbst gebastelt. Im Hof der Schule fanden Boxveranstaltungen statt, die allerdings verboten wurden, nachdem ein jugendlicher Zuschauer vom Dach gestürzt war, auf das er geklettert war, um das Eintrittsgeld zu sparen. 1960 wurden die Vereinsmitglieder August Engel (Fliegengewicht) und Kurt Schlaudraf (Feder) Deutsche Meister sowie Heinz Wachendorf Vizemeister.
Heute (Stand 2014) hat der SC Colonia 06 rund 500 Mitglieder und gehört damit zu den größten Amateur-Boxvereinen Europas. Von den 150 aktiven Sportlern, darunter auch Frauen, treten 50 regelmäßig bei Meisterschaften und Wettkämpfen an. Der Trainerstab besteht aus acht lizenzierten Ausbildern, die früher selbst erfolgreiche Boxkämpfer waren. Insgesamt stellte der Verein (bis 2014) 73 deutsche Meisterinnen und Meister sowie zahlreiche deutsche Vizemeister in diversen Gewichts- und Altersklassen sowie vier Europameister, einen Jugend-Weltmeister und einen Jugend-Olympiasieger (2010 in Singapur). Trainiert wird unter anderem im Box Gym Müngersdorf, im Westgebäude des Rheinenergiestadions.
2014 wurde der SC Colonia 06 als erfolgreichster Verein im Jugend- und Junioren-Bereich des Deutschen Boxsport-Verbands mit dem „Grünen Band für vorbildliche Talentförderung im Verein“ ausgezeichnet.